# Чемпионат Исландии по футболу 1937
Чемпионат Исландии по футболу 1937 стал 26-м розыгрышем чемпионата страны. От участия отказался «Викингур», который в очередной раз в прошлом сезоне проиграл все матчи. Чемпионом в пятый раз стал «Валюр».

## Турнирная таблица
| М | Команда   | И | В | Н | П | Мячи  | ±  | О |
| - | --------- | - | - | - | - | ----- | -- | - |
| 1 | Валюр     | 2 | 2 | 0 | 0 | 8 − 3 | +5 | 4 |
| 2 | Рейкьявик | 2 | 1 | 0 | 1 | 3 − 4 | −1 | 2 |
| 3 | Фрам      | 2 | 0 | 0 | 2 | 3 − 7 | −4 | 0 |

И — игры, В — выигрыши, Н — ничьи, П — проигрыши, Мячи — забитые и пропущенные голы, ± — разница голов, О — очки